# Hyles salmonea
Hyles salmonea är en fjärilsart som beskrevs av Charles Oberthür 1904. Hyles salmonea ingår i släktet Hyles och familjen svärmare. Inga underarter finns listade i Catalogue of Life.

## Bildgalleri

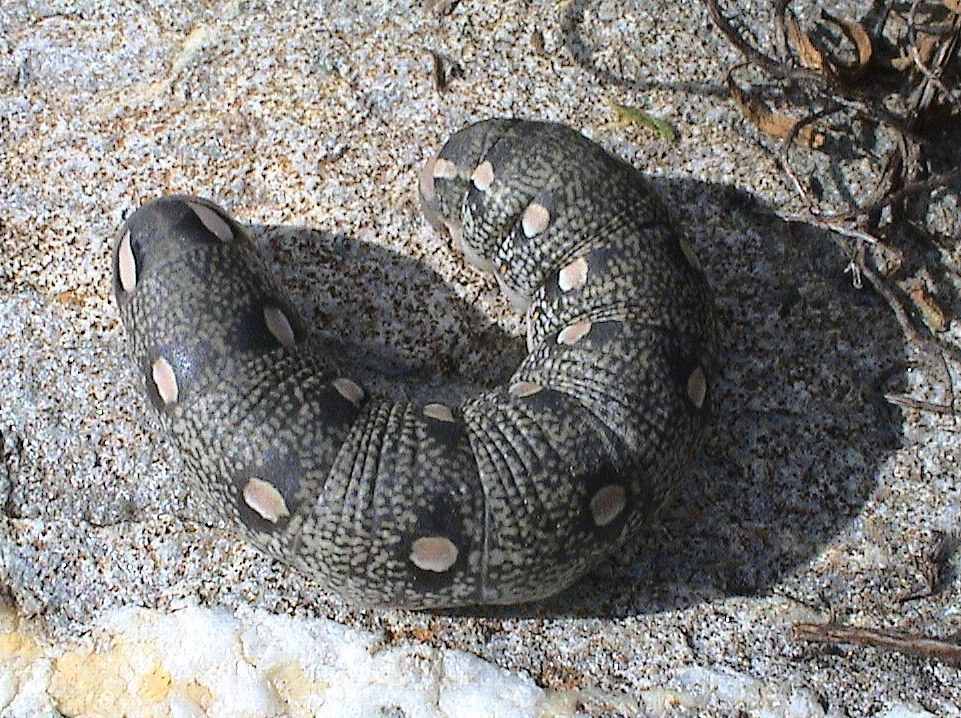